# Llau de Sant Miquel
La llau del Boix és una llau del terme municipal de Castell de Mur, dins de l'antic terme de Mur, al Pallars Jussà, en terres de Vilamolat de Mur.
Es forma a l'extrem oriental del Serrat del Magí, travessa el Camí de les Vinyes, i passa a ponent del paratge de Sant Miquel i de la Boïga de Sant Miquel. Tot seguit s'aboca en el barranc de Sant Gregori al sud-est del Corral del Sastre.